# 日本口腔顔面痛学会
日本口腔顔面痛学会（にほんこうくうがんめんつうがっかい、Japanese Society of Orofacial Pain）とは、口腔顔面痛を中心とした学問を取り扱う専門学術団体の一つである。日本歯科医学会の認定分科会。

## 概要
2000年に口腔顔面痛懇談会として設立。2006年より口腔顔面痛学会、2009年にJapan Academy of Orofacial Painと合併し日本口腔顔面痛学会となる。2019年9月30日現在会員数782名、理事長は松香芳三。

## 総会
- 年1回

## 本部事務局
- 〒135-0033 東京都江東区深川2-4-11　一ツ橋印刷株式会社 学会事務センター内

## 専門認定
- 日本口腔顔面痛学会指導医
- 日本口腔顔面痛学会専門医
- 日本口腔顔面痛学会認定医

## 学会出版物

### ガイドライン
- 日本口腔顔面痛学会 診療ガイドライン作成委員会 (2012年1月30日). “非歯原性歯痛診療ガイドライン”. 医療情報サービスMinds.  日本医療機能評価機構. 2014年6月30日閲覧。

### 書籍
- 日本口腔顔面痛学会 編『口腔顔面痛の診断と治療ガイドブック』（第1版）医歯薬出版、東京都文京区、2010年7月10日。ISBN 978-4-263-44396-5。 NCID BB13039790。

### 雑誌
- 『日本口腔顔面痛学会雑誌』年1回発刊 ISSN 1883-308X ISSN 1882-9333(online)

## 大会等
| 年     | 月日          | 名称                             | 会長       | 会場               | テーマ             | 参加者数 | 備考                                                   |
| ------ | ------------- | -------------------------------- | ---------- | ------------------ | ------------------ | -------- | ------------------------------------------------------ |
| 2009年 | 7月25日～26日 | 第14回日本口腔顔面痛学会学術大会 | 杉崎正志   | タワーホール船堀   |                    |          | 第22回日本顎関節学会共同開催                           |
| 2010年 | 10月1日～3日  | 第15回日本口腔顔面痛学会学術大会 | 鱒見進一   | 九州大学           |                    |          | 第13回アジア頭蓋下顎機能障害学会共催                   |
| 2011年 | 10月8日～9日  | 第16回日本口腔顔面痛学会学術大会 | 佐久間泰司 | 神戸国際会議場     |                    |          | 日本歯科麻酔学会、アジア歯科麻酔学連合学術集会同時開催 |
| 2012年 | 11月3日～4日  | 第17回日本口腔顔面痛学会学術大会 | 和嶋浩一   | 慶應義塾大学病院   |                    |          | [ 7 ]                                                  |
| 2013年 | 7月12日～13日 | 第18回日本口腔顔面痛学会学術大会 | 柿木隆介   | 大宮ソニックシティ | 基礎と臨床の架け橋 |          | [ 8 ]                                                  |
| 2014年 | 11月1日～2日  | 第19回日本口腔顔面痛学会         | 嶋田昌彦   | 東京医科歯科大学   |                    |          | [ 2 ]                                                  |
| 2015年 | 7月3日～5日   | 第20回日本口腔顔面痛学会         | 矢谷博文   | 名古屋国際会議場   |                    |          | 第28回日本顎関節学会共催                               |
| 2016年 | 10月          | 第21回日本口腔顔面痛学会         | 岩田幸一   |                    |                    |          | Asian academy of craniomandibular disorders共催        |